# ناجورشاپرک‌ها
ناجورشاپرک‌ها (نام علمی: Heterobathmia) یک سرده از پروانه‌سانان (Lepidoptera) است. این تنها سرده در زیرراسته ناجورشاپرک‌سانیان (Heterobathmiina) و همچنین در بالاخانواده ناجورشاپرک‌واران (Heterobathmioidea) و در خانواده ناجورشاپرکان (Heterobathmiidae) است. پروانه‌های فلزی ابتدایی، روزپرواز و محدود به جنوب آمریکای جنوبی، بالغان گرده راش جنوبی و لاروهای کرم‌برگ را می‌خورند. (کریستنسن، ۱۹۸۳، ۱۹۹۹). بیشتر گونه‌های شناخته‌شده توصیف نشده‌اند (اما به کریستنسن و نیلسن، ۱۹۷۸، ۱۹۹۸ نگاه کنید).